# Consuelo Guerrero de Luna
Consuelo Texidor Mendo (Madrid, 9 de marzo de 1905-Ciudad de México, 11 de octubre de 1972), conocida como Consuelo Guerrero de Luna, fue una actriz y comediante española.

## Biografía y carrera
Consuelo Texidor Mendo nació el 9 de marzo de 1905 en Madrid. Su hermana fue la también actriz de doblaje Irene Guerrero de Luna. En 1924, debutó en el Teatro de la Zarzuela de Madrid, como parte de la compañía dramática de Ricardo Calvo Agostí. En esa ciudad desarrolló una amplia carrera, antes de emigrar a México a finales de los años 30, luego de ser exiliada tras la Guerra civil. En dicho país, participó en obras teatrales como El derecho a nacer, La loba, Los cuatro caminos y La locura de los ángeles. En 1941, debutó en el cine con la película ¡Ay, qué tiempos, señor Don Simón!. Ese mismo año, realizó la cinta El gendarme desconocido. En 1943, protagonizó el filme Arriba las mujeres. 
Otros de sus trabajos filmográficos incluyen: La corte del faraón (1944), El monje blanco (1945), Don Simón de Lira (1946), Soledad (1947), La liga de las muchachas (1950), En la palma de tu mano (1951), La alegre casada (1952), Canasta de cuentos mexicanos (1956), Las aventuras de Pito Pérez (1957), y Refifí entre las mujeres (1958).
En televisión, trabajó en las telenovelas Murallas blancas y Amar fue su pecado, ambas de 1960. Ante la falta de trabajo, pasó sus últimos años viviendo en la casa del actor de la Asociación Nacional de Actores (ANDA).

### Muerte
Falleció el 11 de octubre de 1972 en Ciudad de México.

## Filmografía

### Cine
- ¡Ay, qué tiempos señor don Simón! (1941)
- El gendarme desconocido (1941)
- La casa del terror (1959)

## Premios

### Premios Ariel
| Año  | Categoría        | Película           | Resultado |
| ---- | ---------------- | ------------------ | --------- |
| 1947 | Actriz de cuadro | Su última aventura | Nominada  |